# Vikram Singh
Vikram Singh (* um 1955) ist ein indischer Badmintonspieler. 

## Karriere
Vikram Singh gewann 1981 in Indien seinen ersten nationalen Meistertitel. 1983 siegte er bei den French Open. 1985 und 1989 war er nochmals national erfolgreich.

## Sportliche Erfolge
| Saison | Veranstaltung                              | Disziplin    | Platz | Name                          |
| ------ | ------------------------------------------ | ------------ | ----- | ----------------------------- |
| 1973   | Indien: Einzelmeisterschaften der Junioren | Herreneinzel | 1     | Vikram Singh                  |
| 1980   | Weltmeisterschaft                          | Mixed        | 17    | Vikram Singh / Amita Kulkarni |
| 1980   | Weltmeisterschaft                          | Herrendoppel | 17    | Partho Ganguli / Vikram Singh |
| 1981   | Indien: Einzelmeisterschaften              | Herrendoppel | 1     | Partho Ganguli / Vikram Singh |
| 1983   | French Open                                | Herrendoppel | 1     | Partho Ganguli / Vikram Singh |
| 1985   | Indien: Einzelmeisterschaften              | Herrendoppel | 1     | Partho Ganguli / Vikram Singh |
| 1989   | Indien: Einzelmeisterschaften              | Herrendoppel | 1     | Partho Ganguli / Vikram Singh |